# Abraham Lincoln, tueur de zombies
Pour plus de détails, voir Fiche technique et Distribution.
Abraham Lincoln, tueur de zombies (Abraham Lincoln vs. Zombies) est une comédie horrifique américain réalisé et scénarisé par Richard Schenkman, sorti en 2012 et avec Bill Oberst Jr.. Il s'agit d'un mockbuster du film Abraham Lincoln, chasseur de vampires sorti lui aussi en 2012.

## Synopsis
Hanté par le souvenir de ses parents transformés en zombies étant enfant, le président Abraham Lincoln accède au poste suprême de président des États-Unis. Alors que la Guerre de Sécession met le pays à feu et à sang, un cauchemar s'ajoute à un autres quand il apprend qu'un virus redonnant vie aux morts se répand sur les champs de bataille des deux camps. Inquiet des conséquences de la contagion sur l'avenir de la nation, Abraham prend les choses en main.

## Distribution
- Bill Oberst Jr. : Abraham Lincoln
- Jason Hughley : Wilson Brown
- Jason Vail : John Wilkes Booth
- Don McGraw : Stonewall Jackson
- Christopher Marrone : Pat Garrett
- Canon Kuipers : Theodore Roosevelt
- Kent Igleheart : Thomas Lincoln
- Rhianna Van Helton : Nancy Lincoln
- David Alexander : Edward Everett
- Bernie Ask : Edwin Stanton
- Debra Crittenden : Mary Todd Lincoln
- Kennedy Brice : un zombie